# Chiếu An
Chiếu An (tiếng Trung: 诏安县, Hán Việt: Chiếu An huyện) là một huyện của địa cấp thị Chương Châu, tỉnh Phúc Kiến, Cộng hòa Nhân dân Trung Hoa. Huyện này có 9 trấn, 6 hương.

## Khí hậu
| Dữ liệu khí hậu của Chiếu An (1991–2020 normals, extremes 1981–2010) | Dữ liệu khí hậu của Chiếu An (1991–2020 normals, extremes 1981–2010) | Dữ liệu khí hậu của Chiếu An (1991–2020 normals, extremes 1981–2010) | Dữ liệu khí hậu của Chiếu An (1991–2020 normals, extremes 1981–2010) | Dữ liệu khí hậu của Chiếu An (1991–2020 normals, extremes 1981–2010) | Dữ liệu khí hậu của Chiếu An (1991–2020 normals, extremes 1981–2010) | Dữ liệu khí hậu của Chiếu An (1991–2020 normals, extremes 1981–2010) | Dữ liệu khí hậu của Chiếu An (1991–2020 normals, extremes 1981–2010) | Dữ liệu khí hậu của Chiếu An (1991–2020 normals, extremes 1981–2010) | Dữ liệu khí hậu của Chiếu An (1991–2020 normals, extremes 1981–2010) | Dữ liệu khí hậu của Chiếu An (1991–2020 normals, extremes 1981–2010) | Dữ liệu khí hậu của Chiếu An (1991–2020 normals, extremes 1981–2010) | Dữ liệu khí hậu của Chiếu An (1991–2020 normals, extremes 1981–2010) | Dữ liệu khí hậu của Chiếu An (1991–2020 normals, extremes 1981–2010) |
| Tháng                                                                | 1                                                                    | 2                                                                    | 3                                                                    | 4                                                                    | 5                                                                    | 6                                                                    | 7                                                                    | 8                                                                    | 9                                                                    | 10                                                                   | 11                                                                   | 12                                                                   | Năm                                                                  |
| -------------------------------------------------------------------- | -------------------------------------------------------------------- | -------------------------------------------------------------------- | -------------------------------------------------------------------- | -------------------------------------------------------------------- | -------------------------------------------------------------------- | -------------------------------------------------------------------- | -------------------------------------------------------------------- | -------------------------------------------------------------------- | -------------------------------------------------------------------- | -------------------------------------------------------------------- | -------------------------------------------------------------------- | -------------------------------------------------------------------- | -------------------------------------------------------------------- |
| Cao kỉ lục °C (°F)                                                   | 29.8 (85.6)                                                          | 30.2 (86.4)                                                          | 31.1 (88.0)                                                          | 33.6 (92.5)                                                          | 34.1 (93.4)                                                          | 36.5 (97.7)                                                          | 39.2 (102.6)                                                         | 37.8 (100.0)                                                         | 38.3 (100.9)                                                         | 35.0 (95.0)                                                          | 33.2 (91.8)                                                          | 29.8 (85.6)                                                          | 39.2 (102.6)                                                         |
| Trung bình ngày tối đa °C (°F)                                       | 19.2 (66.6)                                                          | 19.6 (67.3)                                                          | 21.7 (71.1)                                                          | 25.5 (77.9)                                                          | 28.6 (83.5)                                                          | 30.8 (87.4)                                                          | 32.6 (90.7)                                                          | 32.5 (90.5)                                                          | 31.6 (88.9)                                                          | 29.1 (84.4)                                                          | 25.7 (78.3)                                                          | 21.4 (70.5)                                                          | 26.5 (79.8)                                                          |
| Trung bình ngày °C (°F)                                              | 14.1 (57.4)                                                          | 14.7 (58.5)                                                          | 17.0 (62.6)                                                          | 21.0 (69.8)                                                          | 24.6 (76.3)                                                          | 27.2 (81.0)                                                          | 28.5 (83.3)                                                          | 28.2 (82.8)                                                          | 27.2 (81.0)                                                          | 24.3 (75.7)                                                          | 20.5 (68.9)                                                          | 16.1 (61.0)                                                          | 22.0 (71.5)                                                          |
| Tối thiểu trung bình ngày °C (°F)                                    | 10.5 (50.9)                                                          | 11.6 (52.9)                                                          | 13.9 (57.0)                                                          | 17.8 (64.0)                                                          | 21.6 (70.9)                                                          | 24.5 (76.1)                                                          | 25.4 (77.7)                                                          | 25.2 (77.4)                                                          | 23.9 (75.0)                                                          | 20.4 (68.7)                                                          | 16.5 (61.7)                                                          | 12.3 (54.1)                                                          | 18.6 (65.5)                                                          |
| Thấp kỉ lục °C (°F)                                                  | −0.8 (30.6)                                                          | 1.8 (35.2)                                                           | 1.9 (35.4)                                                           | 8.1 (46.6)                                                           | 12.8 (55.0)                                                          | 17.1 (62.8)                                                          | 21.1 (70.0)                                                          | 21.5 (70.7)                                                          | 17.4 (63.3)                                                          | 10.0 (50.0)                                                          | 3.9 (39.0)                                                           | −1.3 (29.7)                                                          | −1.3 (29.7)                                                          |
| Lượng Giáng thủy trung bình mm (inches)                              | 39.0 (1.54)                                                          | 52.0 (2.05)                                                          | 92.4 (3.64)                                                          | 125.4 (4.94)                                                         | 174.0 (6.85)                                                         | 257.4 (10.13)                                                        | 201.6 (7.94)                                                         | 272.0 (10.71)                                                        | 148.0 (5.83)                                                         | 31.8 (1.25)                                                          | 37.2 (1.46)                                                          | 39.7 (1.56)                                                          | 1.470,5 (57.9)                                                       |
| Số ngày giáng thủy trung bình (≥ 0.1 mm)                             | 6.9                                                                  | 9.6                                                                  | 11.9                                                                 | 12.2                                                                 | 14.6                                                                 | 17.2                                                                 | 12.7                                                                 | 14.0                                                                 | 9.4                                                                  | 3.4                                                                  | 4.7                                                                  | 6.3                                                                  | 122.9                                                                |
| Độ ẩm tương đối trung bình (%)                                       | 76                                                                   | 78                                                                   | 79                                                                   | 80                                                                   | 82                                                                   | 85                                                                   | 82                                                                   | 83                                                                   | 78                                                                   | 70                                                                   | 73                                                                   | 73                                                                   | 78                                                                   |
| Số giờ nắng trung bình tháng                                         | 149.3                                                                | 114.1                                                                | 115.0                                                                | 128.0                                                                | 147.6                                                                | 167.7                                                                | 239.2                                                                | 211.7                                                                | 200.0                                                                | 211.2                                                                | 176.2                                                                | 164.6                                                                | 2.024,6                                                              |
| Phần trăm nắng có thể                                                | 44                                                                   | 35                                                                   | 31                                                                   | 33                                                                   | 36                                                                   | 41                                                                   | 58                                                                   | 53                                                                   | 55                                                                   | 59                                                                   | 54                                                                   | 50                                                                   | 46                                                                   |
| Nguồn: China Meteorological Administration                           |                                                                      |                                                                      |                                                                      |                                                                      |                                                                      |                                                                      |                                                                      |                                                                      |                                                                      |                                                                      |                                                                      |                                                                      |                                                                      |